# Ассенсьйон Есківель Ібарра
Ассенсьйон Есківель Ібарра (ісп. Ascensión Esquivel Ibarra; 10 травня 1844 — 15 квітня 1923) — костариканський політик, п'ятнадцятий президент Коста-Рики.

## Біографія
Народився на території сучасного Нікарагуа в родині Хосе Марії Есківеля й Антонії Ібарри.
Вперше був одружений з Ермінією Боса (пом. 1894), яка народила дочку Ортензію, але та померла в дитинстві. 21 грудня 1899 року Есківель одружився вдруге з Аделою Саласар (1869—1907), дітей від того шлюбу не було. 4 грудня 1909 року 65-річний Есківель одружився втретє з сестрою своєї померлої дружини Крістіною Саласар, дітей вони також не мали. Натомість вони вдочерили Флору, онуку племінниці донни Крістіни.
Юнаком оселився в Коста-Риці та став костариканцем за народженням завдяки Конституції 1869 року, що надала такий статус тим, хто жив у провінції Гуанакасте до 1858 року. Вже набагато пізніше він отримав титул почесного консула Нікарагуа в Коста-Риці. Був членом масонської ложі Коста-Рики, але згодом її залишив.
Закінчив юридичний факультет Університету Санто-Томас та 27 серпня 1874 року став суддею Верховного суду. Вважався одним з найвидатніших правників країни. Впродовж багатьох років був професором юридичного факультету, а також секретарем Літературного наукового товариства Коста-Рики.

### Політична діяльність
Впродовж деякого часу був змушений жити в еміграції через свою опозиційну позицію до режиму президента Томаса Ґвардії Ґутьєрреса.
Обіймав низку державних посад, зокрема був суддею з кримінальних справ, членом адміністрації міста Сан-Хосе, посла Коста-Рики в Нікарагуа (1885), міністра закордонних справ (1885—1886 і 1887—1888), посла Коста-Рики у Гватемалі. Від травня до серпня 1889 року виконував обов'язки президента Республіки. Того ж року був кандидатом на пост президента, але зазнав поразки від Хосе Хоакіна Родрігеса Селедона. Від 1894 до 1898 року був третім заступником президента. Обіймав посаду повноважного посла Коста-Рики у Колумбії (1896).

### Президентство
За результатами виборів, що відбулись у квітні 1902 року, його було обрано на посаду президента Республіки. Його врядування характеризувалось значною суворістю й ефективною економічною політикою. Було досягнуто прогресу в будівництві залізниці до Тихого океану, видано тексти Національного гімну, написані Хосе Марією Селеноном Бренесом, оприлюднено кримінально-процесуальний кодекс 1906 року.
Однак авторитет Есківеля серйозно постраждав, коли на виборах 1906 року він призупинив окремі гарантії громадянських прав, вигнав лідерів опозиційних партій з країни і тим самим забезпечив перемогу Клето Гонсалеса Вікеса.

### Подальша діяльність
Представляв Коста-Рику на III Панамериканській конференції, що відбулась у Ріо-де-Жанейро 1907 року, та був одним із членів комісії, що розробила проєкт Конституції 1917 року, а з 1917 до 1920 року обіймав посаду президента Верховного суду.